# Cornerstones: 1967–1970
Albums de Jimi Hendrix
Live and Unreleased: The Radio Show
(1989) Lifelines: The Jimi Hendrix Story
(1990)
Singles
1. Crosstown Traffic
Sortie : 1990

 Cornerstones: 1967 - 1970 est un des multiples albums de compilation de Jimi Hendrix. Il est sorti en 1990 sur le label Polydor. Cet album sortira dans le monde entier sauf en Amérique du Nord
.

## Historique
Cet album regroupe des titres enregistrés entre le 23 octobre 1966 et le 23 juillet 1970, soit avec le Jimi Hendrix Experience, soit sous le nom de Jimi Hendrix, soit avec le Band of Gypsys. Deux titres, Fire et Stone Free ont été enregistrés en public le 4 juillet 1970 lors du Atlanta International Pop Festival. La version de l'hymne national américain Star Spangled Banner est une version enregistrée en studio en 1969.
Cet album se classa à la 5e place des charts britanniques et sera certifié disque d'or. En France il sera aussi certifié disque d'or pour plus de 100 000 exemplaires vendus

## Titre par titre
La plupart des informations proviennent du livret du compact disc signé par Michael Fairchild.
- Hey Joe a été enregistré le 23 octobre 1966 sur un magnétophone 4 pistes aux Studios Kingsway de Londres le 23 octobre 1966. Le Jimi Hendrix Experience avait été fondé peu avant, le 6 octobre 1966 plus précisément. Sorti en single en décembre 1966, ce titre se classa à la 6e place des charts britanniques[2]. Il sera présent sur la version américaine de l'album Are You Experienced *.
- Purple Haze est le deuxième single du JHE. Selon Chas Chandler, cette chanson aurait été écrite le jour du Boxing Day dans les loges d'une boîte de nuit londonienne appelé le "Uppert Cut" où se produisait le groupe. Ce titre fut enregistré dans les studios Olympic et CBS le 3 février 1967 et sortira en single le 18 mars 1967. Il se classa à la 3e place des charts britanniques[2] et sera présent sur la version américaine de l'album Are You Experienced *.
- The Wind Cries Mary fut enregistré le 3 février 1967 aux studios Olympic pendant les dernières minutes de la session d'enregistrement de la chanson Purple Haze. Après quelques overdubs de guitare, le JHE tenait son troisième single. Il sortit le 5 mai 1967 et se classa à la 6e place des charts britanniques[2] et sera présent sur la version américaine de l'album Are You Experienced *.

Ces trois premiers titres seront disponibles sur toutes les rééditions de l'album Are You Experienced à partir de 1997 
- Foxy Lady fut enregistré le 3 février 1967 aux Studios Olympic et le 7 et 8 février aux Studios De Lane Lea. Cette chanson, une des plus populaires de Jimi, ouvrira l'album Are You experienced dans sa version européenne et se situera sur la face 2 de la version nord américaine. Elle sortira en single en France (Foxy Lady / Bold as Love), en Allemagne, Norvège et Italie (Foxy Lady/Manic Depression), aux États-Unis (Foxey Lady / Hey Joe) et au Japon (Foxy Lady / Spanish Castle Magic)[4]
- Crosstown Traffic fut enregistré le 20 décembre 1967 aux Studios Olympic de Londres. Des enregistrements complémentaires furent effectués pendant l'été 1968 dans les Record Plant Studios de New York. Dave Mason (Traffic se joignit à Noel Redding et Mitch Mitchell pour faire les chœurs et Jimi joue du piano et du kazoo sur ce titre. Cette chanson sera incluse sur l'album Electric Ladyland et sortira en single en novembre 1968 aux États-Unis (52e place du Hot 100[5]) et en avril 1969 au Royaume-Uni (32eplace)[2]). Elle ressortira aussi à l'occasion de la sortie de cet album et se classa à la 61e place des charts britanniques[2].
- All Along the Watchtower, une reprise d'une chanson de Bob Dylan fut enregistré le 20 janvier 1968 aux Studios Olympic de Londres. Des pistes complémentaires et des effets spéciaux furent enregistrés à New York un peu plus tard. Sur cet enregistrement, Jimi joue de la basse et Dave Mason joue de la guitare acoustique 12 cordes. Cette chanson sera incluse sur l'album Electric Ladyland et sortira en single le 21 septembre 1968 aux États-Unis (20e place du Hot 100 [6] et meilleure place à ce jour d'un single de Jimi Hendrix aux États-Unis) et le 18 octobre en Grande-Bretagne (5e place[2]).
- Voodoo Child (Slight Return) sera enregistré le 3 mai 1968 aux Record Plant sur une console douze pistes. Huit prises furent effectuées en présence des caméras de la chaine américaine ABC et ce fut finalement la dernière qui fut choisie. Cette chanson clôtura l'album Electric Ladyland et sortira en single en Grande-Bretagne peu après la mort de Jimi en octobre 1970. Il atteindra la première place[2] des charts le 11 novembre 1970 et sera l'unique single de Hendrix à se classer à une première place.
- Have You Ever Been (To ElectricLand) a été enregistré le 14 juin 1968 aux Record Plant de New York. Jimi joue aussi de la basse sur ce titre. Il figurera à la 2e place sur la première face du double album Electric Ladyland, album que Jimi produira lui-même.
- Star Spangled Banner, hymne national américain souvent interprété en public par Hendrix, est ici enregistré au Record Plant de New York. Plusieurs pistes de guitares furent enregistrés ce 18 mars 1969 pour parfaire ce titre qui fut, avec 1983... (A Merman I Should Turn to Be), un des plus compliqués à enregistrer dans la courte carrière de Jimi. Cette version fera sa première apparition sur le second album posthume de Jimi, Rainbow Bridge réalisé en octobre 1971.
- Stepping Stone fut enregistré, avec Mitch Mitchell à la batterie et Billy Cox à la basse, le 15 et le 23 septembre 1969 au Record Plant de New York. Une version moins travaillée de cette chanson avec Buddy Miles à la batterie sortira en single en mars 1970 pour coïncider avec la tournée Cry of Love. Cette version de la chanson n'entra pas dans les charts et sera rapidement retirée du catalogue. Elle sera remixée plus tard et cette version sortira en octobre 1972 sur le quatrième album posthume de Jimi, War Heroes.
- Room Full of Mirrors fut enregistré, avec Buddy Miles à la batterie et Billy Cox à la basse, le 17 novembre 1969 au Record Plant de New York. Ce titre sera inclus dans l'album posthume Rainbow Bridge sorti en 1971. Il est l'un des seuls titres, avec All Along the Watchtower etMay This Be Love, sur lequel Jimi utilise un bottleneck, cependant pour l'enregistrement de ce titre, il dut utiliser une de ses bagues pour en jouer.
- Ezy Rider fut enregistré avec le Band of Gypsys (Buddy Miles et Billy Cox), le 18 décembre 1969 au Record Plant de New York. Ce titre, inspiré du film Easy Rider, voit Stevie Winwood et Chris Wood (tous deux ex-Traffic) participer aux chœurs. Cette chanson figurera sur le premier album, The Cry of Love sorti en mars 1971.
- Freedom fut enregistré pendant des sessions enregistrées le 15 mai, et les 18 et 25 juin 1970 aux Studios Electric Lady à Greenwich Village avec le Cry of Love Band (Mitchell, Cox). Les enregistrements se déroulèrent alors que le studio n'était pas encore fini, il n'ouvrira officiellement que le 26 août 1970 et il est le premier titre que Jimi enregistra dans ce studio. Albert et Arthur Allen, plus connu sous le nom de Ghetto Fighters[7] participèrent aux parties vocales. Ce titre ouvrira l'album posthume The Cry of Love.
- Drifting fut enregistré aux Electric Lady studios lors de sessions effectuées le 25 juin et le 25 juillet 1970. Cette chanson est un hommage à Curtis Mayfield, une légende du Rhythm and Blues américain avec qui Jimi avait joué au début de sa carrière[8]. Sa première parution fut sur l'album The Cry of Love.
- In from the Storm fut enregistré aux Electric Lady studios lors de sessions effectuées le 21 et 22 juillet 1970 avec le Cry of Love Band (Mitchell, Cox). Jimi intègrera cette chanson lors de ses prestations en public lors de l'été 1970, clôturant notamment le concert de Jimi au Festival de l'île de Wight 1970 le 31 août 1970. Cette chanson fera partie de l'album The Cry of Love et comprendra des chœurs chantés par Emmaretta Marks qui avait chanté et dansé dans la comédie musicale Hair[9]
- Angel, un autre titre de l'album The Cry of Love, fut inspiré par un rêve que Jimi fit et dans lequel sa mère revint du paradis pour l'emmener avec elle[10]. Jimi commença à travailler sur cette chanson en 1967 en même temps qu'il enregistrait Little Wing, puis l'abandonna avant de la retravailler et de l'enregistrer le 23 juillet 1970 aux Electric Lady studios. Mitch Mitchell, peu satisfait du son de la batterie, réenregistra sa partie en octobre 1970, peu après la mort de Jimi. Ce titre sortira en single en 1971 au Royaume-Uni mais ne se classa pas dans les charts. Rod Stewart enregistra cette chanson en 1972 pour son album Never a Dull Moment et la ressortie en single, qui cette fois-ci atteindra la 4e place des charts britanniques[11]
- Fire et Stone Free furent enregistrés le 4 juillet 1970, lors de l'Atlanta International Pop Festival qui se déroula sur le Middle Georgia Raceway, un circuit automobile situé à Byron, non loin de la ville de Macon dans l'état de Géorgie. Fire sera le premier titre du concert et Stone Free sera le premier des quatre rappels de ce festival qui rassembla entre 350 000 et 500 000 spectateurs sous un chaleur accablante[12].

## Liste des titres
| No  | Titre                                                 | Auteur                                | producteur                              | Durée |
| --- | ----------------------------------------------------- | ------------------------------------- | --------------------------------------- | ----- |
| 1.  | Hey Joe                                               | Billy Roberts                         | Chas Chandler                           | 3:28  |
| 2.  | Purple Haze                                           | Jimi Hendrix                          | Chas Chandler                           | 2:50  |
| 3.  | The Wind Cries Mary                                   | Hendrix                               | Chas Chandler                           | 3:20  |
| 4.  | Foxy Lady                                             | Hendrix                               | Chas Chandler                           | 3:17  |
| 5.  | Crosstown Traffic                                     | Hendrix                               | Hendrix                                 | 2:25  |
| 6.  | All Along the Watchtower                              | Bob Dylan                             | Hendrix                                 | 3:58  |
| 7.  | Voodoo Child (Slight Return)                          | Hendrix                               | Hendrix                                 | 5:11  |
| 8.  | Have You Ever Been (To Electric Ladyland)             | Hendrix                               | Hendrix                                 | 2:09  |
| 9.  | Star Spangled Banner                                  | John Stafford Smith (arr. J. Hendrix) | Hendrix, Mitchell, Kramer & John Jansen | 4:07  |
| 10. | Stepping Stone                                        | Hendrix                               | Kramer, Jansen                          | 4:07  |
| 11. | Room Full of Mirror                                   | Hendrix                               | Hendrix, Mitchell, Kramer & Jansen      | 3:17  |
| 12. | Ezy Ryder                                             | Hendrix                               | Hendrix, Mitchell, Kramer               | 4:08  |
| 13. | Freedom                                               | Hendrix                               | Hendrix, Mitchell, Kramer               | 3:26  |
| 14. | Drifting                                              | Hendrix                               | Hendrix, Mitchell, Kramer               | 3:48  |
| 15. | In from the Storm                                     | Hendrix                               | Hendrix, Mitchell, Kramer               | 3:41  |
| 16. | Angel                                                 | Hendrix                               | Hendrix, Mitchell, Kramer               | 4:24  |
| 17. | Fire (enregistré live à l'Atlanta Pop Festival)       | Hendrix                               |                                         | 3:57  |
| 18. | Stone Free (enregistré live à l'Atlanta Pop Festival) | Hendrix                               |                                         | 6:20  |

## Musiciens
- Jimi Hendrix: chant, guitares, piano sur Crosstown Traffic, basse sur Have You Ever Been (To Electric Ladyland), chœurs
- Noel Redding: basse, chœurs
- Mitch Mitchell: batterie, percussions, chœurs
- Billy Cox: basse sur les titres 10, 11, 12, 13, 14, 15, 16, 17,& 18, chœurs
- Buddy Miles: batterie, percussions sur les titres 10, 11, & 12, chœurs
- Dave Mason: chœurs sur Crosstown Traffic

## Charts et certifications
| Pays        | Durée du classement | Meilleur classement |
| ----------- | ------------------- | ------------------- |
| Australie   | 8 semaines          | 32e                 |
| Pays-Bas    | 13 semaines         | 22e                 |
| Royaume-Uni | 16 semaines         | 5e                  |

| Pays        | Certification | Ventes    | Date       |
| ----------- | ------------- | --------- | ---------- |
| France      | Or            | 100 000 + | 1992       |
| Royaume-Uni | Or            | 100 000 + | 26/11/1990 |